# SkyArena

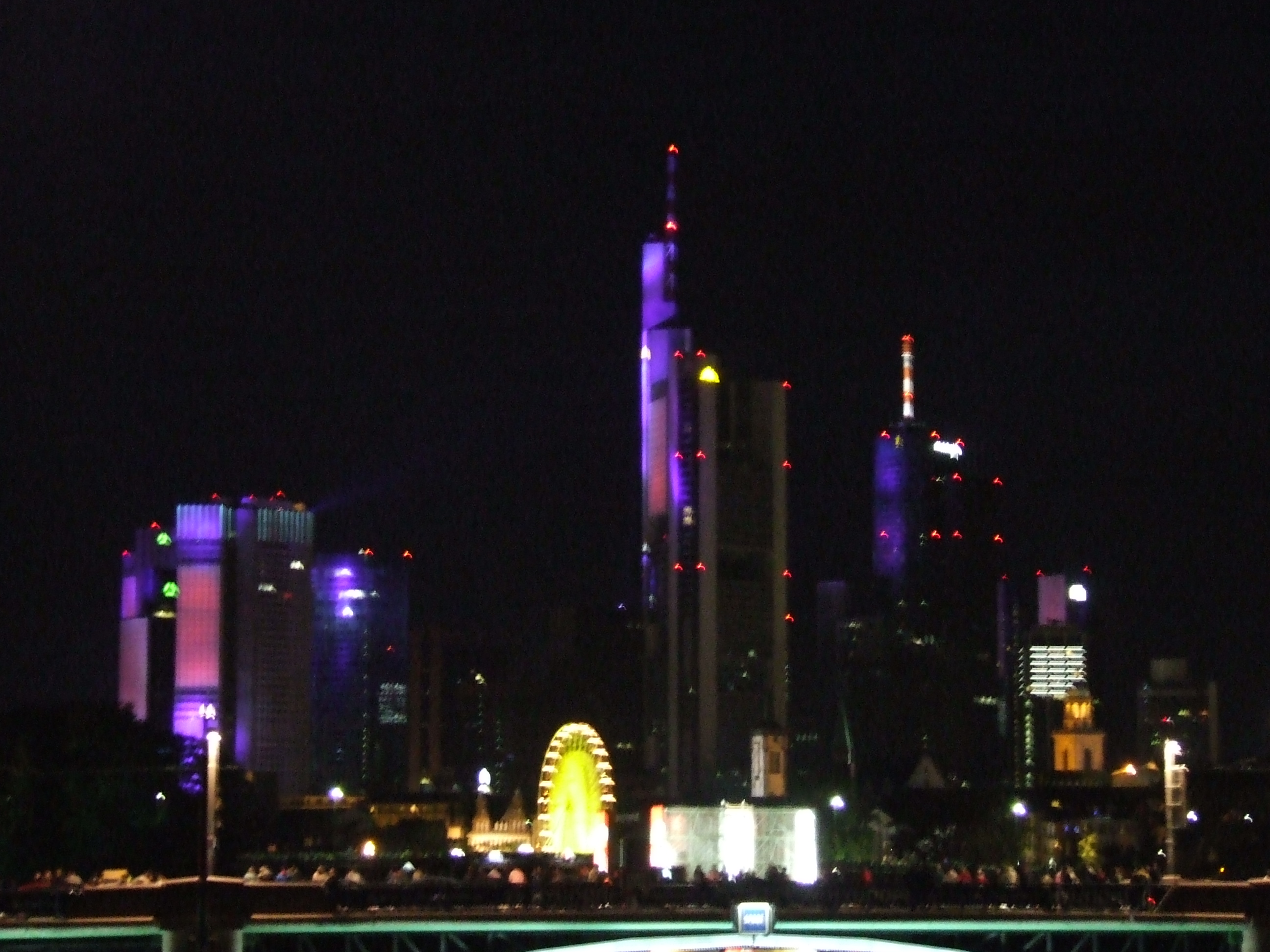
Blick über die Alte Brücke

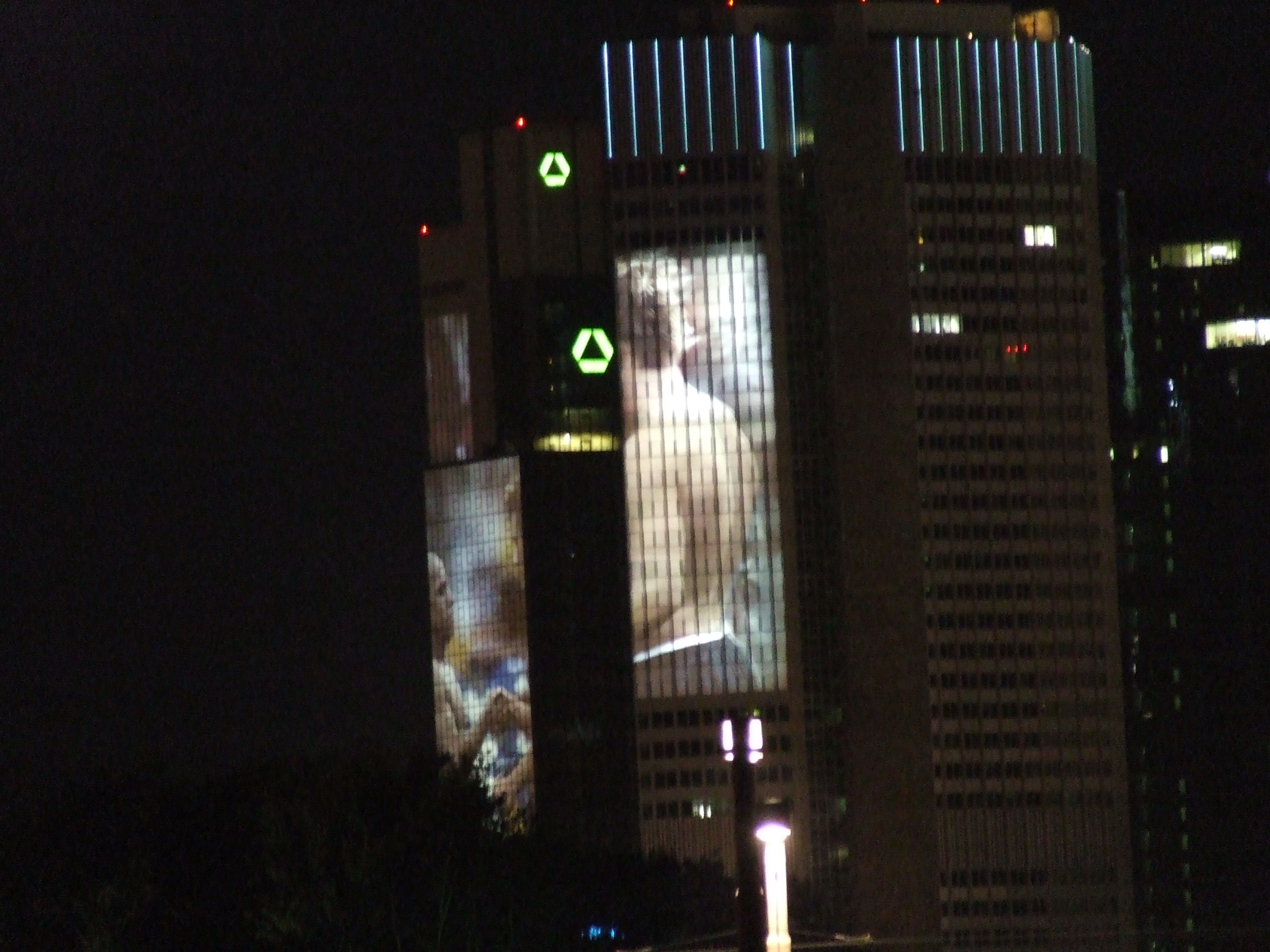
Projektion auf dem Eurotower

Die SkyArena war eine Veranstaltung, die vom 3. bis 5. Juni 2006 in Frankfurt am Main vor der FIFA-Fußball-Weltmeisterschaft 2006 stattfand. Bei der ca. 45 Minuten dauernden Inszenierung wurden durch 40 Hochleistungs-Projektoren aus bis zu 800 m Entfernung Bilder auf Leinwände projiziert, die auf insgesamt neun Frankfurter Wolkenkratzern angebracht waren und so eine Projektionsfläche von insgesamt 10.000 m² bildeten. Die Bilder wurden durch teilweise speziell hierfür komponierte Musik sowie Tondokumente und Geräusche zu einer passenden Inszenierung ergänzt.

## Programmteile
Die Veranstaltung gliederte sich in zwei Teile. Im ersten Teil, der so genannten Ouvertüre zur Fußball-WM 2006, wurden ca. 500 Bilder von Fußball-Ereignissen seit der ersten Weltmeisterschaft gezeigt. In Form einer Lichtschau begleiteten bis zu 90 Scheinwerfern diesen ersten Teil, neben einem Zusammenschnitt aus original Reporterkommentaren, Fangesängen und einer Komposition des deutsch-iranischen Komponisten Parviz Mir-Ali, die von der hr-Bigband und dem hr-Sinfonieorchester eingespielt wurde. Das verantwortliche Kreativteam rund um die Frankfurter Gestaltungsagentur Atelier Markgraph bestand u. a. aus Theaterregisseur Titus Georgi, Filmregisseur Philipp Stölzl, Lichtdesigner Gunther Hecker und hr2-Moderator Martin Maria Schwarz. Die gesamte Montage der Leinwandfolien wurde durch 40 Industriekletterer realisiert. Im Anschluss folgte die 15-minütige Show I Love The World der belgischen Video-Künstlerin Marie-Jo Lafontaine.
Die Kosten für diese Veranstaltung beliefen sich auf ca. sieben Millionen Euro. Das Projekt wurde etwa zur Hälfte von den Kreditinstituten der Mainmetropole getragen, deren Hochhäuser als Projektionsfläche dienten, die andere Hälfte von der Stadt Frankfurt.

## Medien
Die zugehörige Musik bzw. Töne wurden über 26 Lautsprechertürme am Main und einem Mehrkanal-Tonsystem am Willy-Brandt-Platz, sowie zeitgleich über den Radiosender hr2 ausgestrahlt. Außerdem wurde die gesamte Veranstaltung, bei ihrer Premiere, live vom Hessischen Rundfunk übertragen, mit Franz Beckenbauer als Gast der Sendung. Doch nicht nur in Deutschland konnte man das Spektakel bewundern. Etliche Kamerateams aus verschiedenen Ländern (z. B. Vietnam) reisten an, um für ihren Fernsehsender von der SkyArena zu berichten. Noch während der zeitverzögerten Übertragung der ARD gingen Anrufe von Sendeanstalten aus über 100 Ländern ein, um sich die Bildrechte für die eigenen Berichte zu sichern.

## Publikum
Am besten konnte man dieses Ereignis vom Museumsufer und der extra für die WM errichtete MainArena aus erkennen. An jedem der drei Abende verfolgten, nach Angaben der Frankfurter Polizei, 600.000 bis 650.000 Besucher dieses Spektakel. Unter dem Publikum befanden sich ebenfalls zahlreiche nationale und internationale Touristen, die teilweise extra wegen der SkyArena angereist waren.
Begleitend zur Fußball-WM boten in Frankfurt sämtliche städtische Museen fußballthematische Ausstellungen.

## Als Projektionsfläche verwendete Hochhäuser
Die SkyArena nutzte neun Hochhäuser des Frankfurter Bankenviertels als „Leinwand“, nämlich die vom Mainufer gut sichtbaren Häuser Commerzbank Tower, Eurotower, Silberturm, Gallileo und Skyper sowie die etwas weiter landeinwärts stehenden Gebäude Main Tower, Westendstraße 1 und Deutsche-Bank-Hochhaus. Alle Hochhäuser sind bzw. waren Zentralen wichtiger Finanzinstitute (Commerzbank, Dresdner Bank, DZ Bank, Helaba, Deutsche Bank und Europäische Zentralbank).